# Bigband

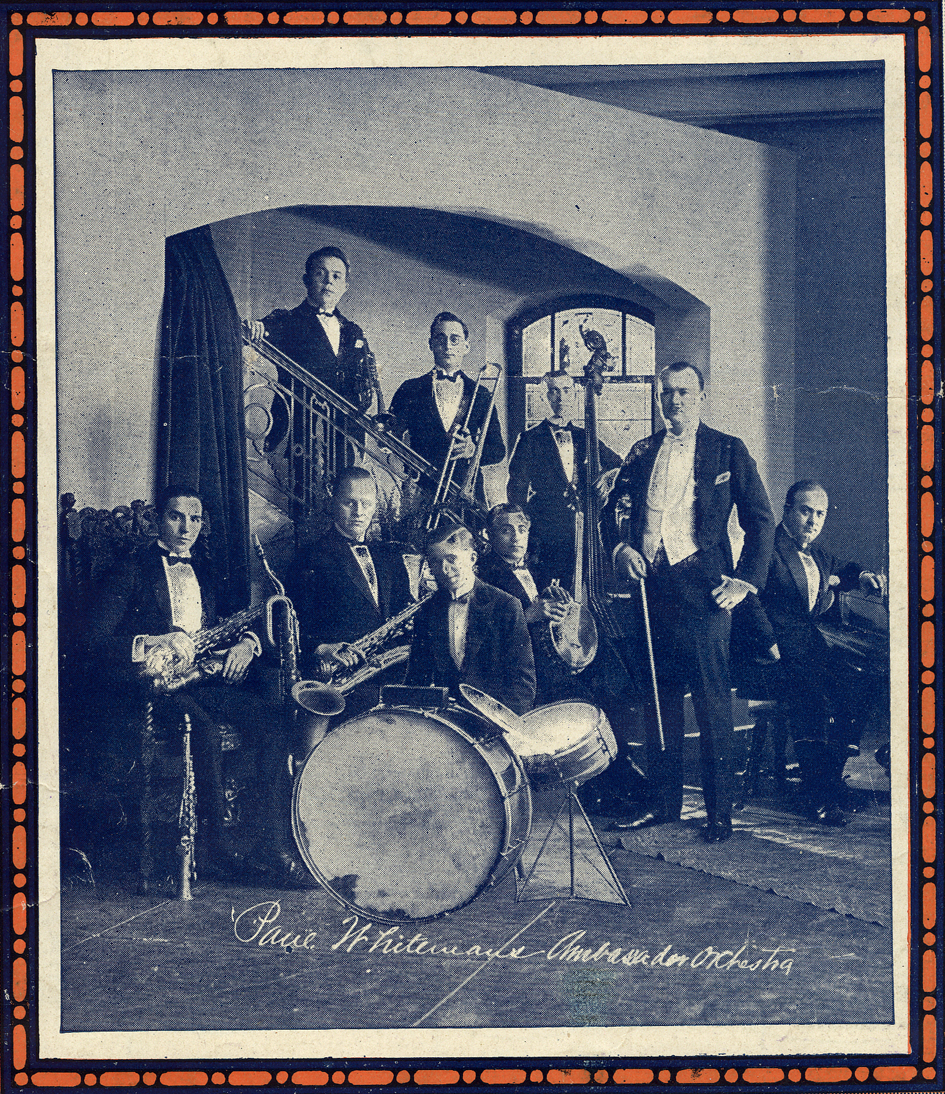
Paul Whiteman and his orchestra

Een bigband is een muzikaal ensemble vooral geassocieerd met het spelen van jazzmuziek. Bigbands werden bijzonder populair in de jaren 30 en 40 van de 20e eeuw tijdens de periode van de swing. Een bigband bestaat gewoonlijk uit ongeveer 12 tot 25 muzikanten en omvat saxofoons, trompetten, trombones en een ritmesectie.

## Geschiedenis
In de geschiedenis van de populaire bands zijn stilistisch twee periodes te onderscheiden. In het midden van de jaren 20 maakten gewoonlijk 10 tot 25 muzikanten deel uit van de bigband. In die tijd werd een milde vorm van jazz gespeeld waar weinig improvisatie aan te pas kwam. Ook werden violen ingezet, maar dat duurde slechts tot de introductie van swing in 1935. Deze dansmuziek (tot aan de swing) werd gekenmerkt door zoetgevooisde, romantische melodieën. De muzikanten hielden zich aan het vooropgesteld arrangement, en de zangers ‒ gewoonlijk tenors ‒ zongen de melodie zonder improvisatie. Frank Sinatra was een van die tenors wiens carrière op gang kwam dankzij zijn samenwerking met het populaire dansorkest van Tommy Dorsey.
Typische exponenten van deze stijl waren populaire artiesten zoals Paul Whiteman, Ted Lewis, Harry Reser, Leo Reisman, Abe Lyman, Nat Shilkret, George Olsen, Ben Bernie, Bob Haring, Ben Selvin, Earl Burnett, Gus Arnheim, Henry Halstead, Rudy Vallée, Jean Goldkette, Isham Jones, Roger Wolfe Kahn, Sam Lanin, Vincent Lopez, Ben Pollack, Shep Fields en Fred Waring. Eersteklas muzikanten als Bix Beiderbecke en Frankie Trumbauer kregen bij populaire, commerciële bands zoals het orkest van Paul Whiteman de kans om hun kunnen te tonen. Er waren ook "all-girlbands" waaronder "Helen Lewis and Her All-Girl Jazz Syncopators". Lewis en haar band kwamen samen met anderen voor in Lee De Forests geluidsfilms uit 1925. Andere bekende all-girlorkesten waren die van Babe Egan's Hollywood redheads, een band die aangekondigd werd als 'The Twelve Vampires' en 'The Parisian redheads' (afkomstig uit Indiana). Meer dan 100 dansorkesten reden in die tijd langs de wegen tussen Saint Louis en Denver, Texas en Nebraska, op zoek naar gigs voor een nacht. Voor de muzikanten was het een heel avontuurlijk bestaan. Behalve de tamelijk grote bands speelden trouwens ook succesvolle orkesten in een kleinere bezetting, waarvan Louis Armstrongs 'Hot Five' een van de populairste was.
Tegen 1930 verscheen een nieuwe vorm van bigband, die meer authentieke jazzmuziek speelde. Er werd nu meer ruimte binnen de muziek gegeven voor geïmproviseerde solopartijen. Deze soort muziek bereikte echter nooit het succes van de bands die romantische melodieën speelden. De weinige opnames die toen werden gemaakt, droegen het label 'race record' en waren bedoeld voor een beperkt publiek. Slechts weinig blanken speelden deze muziek, met uitzondering van muzikanten als Johnny Mercer en Hoagy Carmichael. De drie belangrijkste centra waar deze muziek werd gespeeld waren New York, Chicago en Kansas City. In New York overheerste een op arrangementen gebaseerde aanpak, eerst merkbaar in het werk bij Don Redman voor The Fletcher Henderson band, later in het werk van Duke Ellington voor zijn Cotton Club Orchestra, en verder ook Walter 'Foots' Thomas voor Cab Calloway. Sommige grote bands zoals die van Joe "King" Oliver speelden een tussenvorm van jazz, met arrangementen waar toch plaats werd voorzien voor improvisaties. Andere bands zoals die van Luis Russell verleenden muzikanten met sterallures zoals Louis Armstrong een podium voor hun manier van spelen. In deze gevallen werden de arrangementen opgebouwd rond de begaafde muzikant om zijn of haar mogelijkheden beter te laten uitkomen.

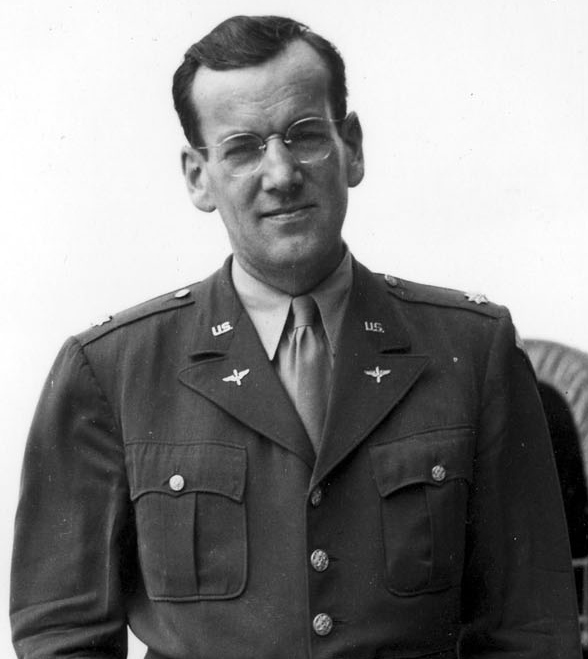
Glenn Miller

In de jaren 30 was radio voor deze jazzmuzikanten zoals Benny Goodman (bijgenaamd "the Pied Piper of Swing", oftewel "de Rattenvanger van de swing") een belangrijk medium om opgemerkt te worden. Een ware rage in die tijd waren de 'battles' tussen muzikanten; daarbij daagden ze elkaar uit tot het spelen van de beste improvisaties. Beroemd is bijvoorbeeld het duel tussen de stersaxofonisten Coleman Hawkins en Lester Young in 1939. Ook 'battles' tussen twee bigbands trokken veel publiek. Bijvoorbeeld de 'battle' in de New Yorkse Savoy Ballroom tussen Chick Webb en Count Basie, die plaatsvond op 16 januari 1938. Die avond waren ook Billie Holiday en Ella Fitzgerald van de partij. Basie nodigde Duke Ellington uit achter de piano en uiteindelijk werd besloten tot een ex aequo en dat de "strijd" op latere datum zou worden voortgezet.
Bigbands werden ook in films van de jaren 30 opgevoerd en dat bleef zo tot de jaren 60. Vaak maakten de bigbandleiders een cameo-optreden, al werd dat niet altijd mooi in het verhaal geïntegreerd en verliep een en ander nogal stijfjes. Shep Fields en zijn orkest verschenen in The Big Broadcast van 1938 voor Paramount Pictures, waarin ze acteur Bob Hope begeleidden. In de jaren 50 verschenen ook fictieve biografische films over Glenn Miller, Gene Krupa, Benny Goodman en anderen, bedoeld als nostalgisch eerbetoon aan hun succesperiode.
Vóór de Tweede Wereldoorlog hadden formaties uit de Lage Landen als The Ramblers en het orkest van Stan Brenders al veel succes. Het enthousiasme voor de 'nieuwe' Amerikaanse muziek en vooral de komst van swingorkesten na de oorlog naar Europese had nu tot gevolg dat er heel wat Nederlandse en Belgische bigbands en andere jazzensembles werden gevormd. Na de bevrijding trokken talentrijke muzikanten zoals Jack Sels en Bobby Jaspar naar de Verenigde Staten met hun band of toerden door Europa.

## Moderne bigbands
Na 1945 ontwikkelde jazz zich in allerlei nieuwe richtingen. Tussen 1950 en 1970 traden een aantal opmerkelijke performers als bandleden voor het voetlicht: Dizzy Gillespie, Gene Krupa, Buddy Rich, Gil Evans, Stan Kenton, Johnny Richards, Sun Ra, Gary MacFarland, Charles Mingus, Oliver Nelson, Carla Bley, Thad Jones/Mel Lewis Big Band, Sam Rivers, Don Ellis, Toshiko Akiyoshi – Lew Tabackin Big Band, Lincoln Center Jazz Orchestra en Anthony Braxton.

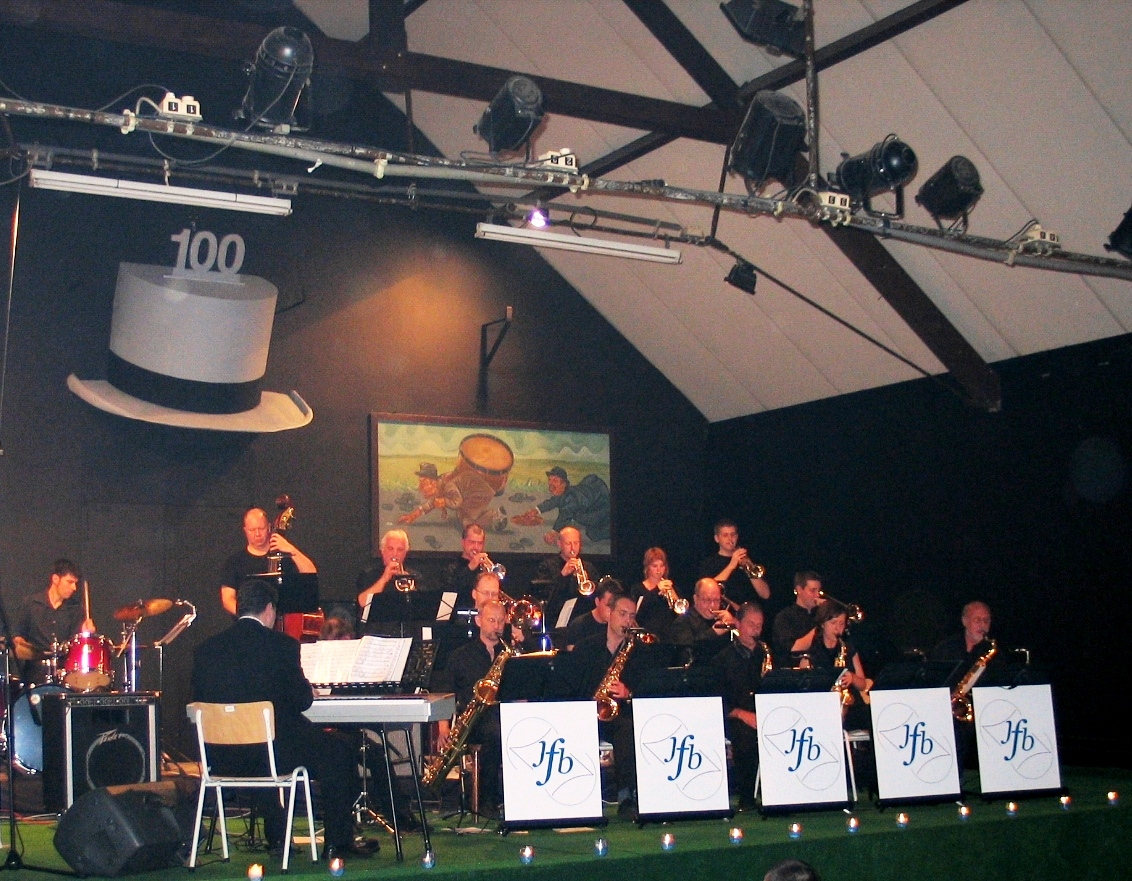
Jazzisfaction-bigband uit Diest tijdens een optreden op 27 mei 2006

Latere bandleiders waren pioniers op het gebied van verschillende stijlen waaronder bossanova (Braziliaanse jazz) en Afro-Cubaanse jazz, waarbij de klassieke bigband instrumenten voor deze stijlen werden ingezet. Opmerkelijke bigbandperformers en arrangeurs op dat gebied waren pianist Gil Evans, saxofonist John Coltrane (op het album Ascension uit 1965) en elektrische bassist Jaco Pastorius, die respectievelijk cool jazz, free jazz en jazz fusion introduceerden in het bigbanddomein. Moderne bigbands spelen sindsdien allerlei soorten jazzmuziek. Sommige grotere Europese jazzensembles spelen voornamelijk avant-gardejazz met het instrumentarium voor bigbands. Voorbeelden hiervan zijn het Vienna Art Orchestra, opgericht in 1977, en het Italian Instabile Orchestra, actief in de jaren 90. In de laatste jaren van dat decennium maakte swing een comeback in the Verenigde Staten. De lindyhop werd populair aan beide kuststreken en zorgde ervoor dat veel jongeren opnieuw interesse gingen tonen voor de bigbandstijlen. Het 'Jazz and Lincoln Center Orchestra' met Wynton Marsalis is het huisorkest van het Jazz at Lincoln Center (JALC). Het JALC Orchestra maakt tegenwoordig internationale tours en maakt promotie voor de bigbandsound.
Afrikaanse "Afrobeat"bigbands bestonden al vanaf 1970. Fela Kuti uit Nigeria fuseerde bigband-jazz met tribale ritmes van de Yoruba-stam, highlife, en Amerikaanse soul music van James Brown. Sinds 2008 bestaan er meer dan 40 werkende Afrobeat-bigbands, waaronder Antibalas, Chicago Afrobeat Project, Chopteeth, Femi Kuti en Seun Kuti.
Anno 2012 zijn het Brussels Jazz Orchestra (BJO) en het Jazz Orchestra of the Concertgebouw (JOC) de succesrijkste bigbands van de Lage Landen, met optredens op jazzpodia over heel de wereld, en in februari 2012 zelfs in de befaamde Blue Note Jazzclub in New York (BJO) en in mei 2019 in Birdland New York (JOC). Het Brussels Jazz Orchestra speelde ook de bigbandpartij op de met een Oscar bekroonde filmmuziek voor de Franse film The Artist.

## Samenstelling
Deze bigbands zijn gewoonlijk samengesteld uit verschillende secties van meestal vier à vijf muzikanten:
- Ritmesectie: drumstel, basgitaar of contrabas, piano en gitaar. Alhoewel het de bedoeling is dat de ritmesectie niet boven de andere instrumenten gehoord wordt, is zij essentieel voor de bigband en haar publiek. De ritmesectie wordt meestal de motor/aandrijving van de band genoemd, met als belangrijkste taak de band aan "te drijven" in een constant tempo. De ritmesectie zorgt voor het grootste deel voor het swingeffect van de bigband. Een ritmesectie die niet goed samenspeelt zal niet swingen maar stijf en kil klinken. Als de ritme-instrumenten goed samenspelen wordt er iets bereikt wat in de elektronica "phase-lock" wordt genoemd, het totaal samen zijn van tempo en fase. In zo'n geval wordt de ritmesectie swingend genoemd.
  - Piano: ofschoon de piano onderdeel is van de ritmesectie is de bijdrage als ritme-instrument in de praktijk minimaal. De functie van de piano is naast solo-instrument onder andere het punctueren, accentueren van melodieën en het spelen van tegenmelodieën.
  - Gitaar: de gitaar is in een bigband een echt ritme-instrument. In een 4/4 maatnummer speelt de gitarist vier tellen in iedere maat. De gitarist speelt soms solo, maar meestal wat minder dan de piano.
  - Contrabas en basgitaar: sommigen beweren dat de contrabassist of basgitarist het belangrijkste lid is van de ritmesectie omdat het instrument niet alleen de beat aangeeft maar ook de basis (fundament) van de harmonie van de bigband. Dat is goed te horen en wordt soms ook gevoeld door alle bandleden. De bassist speelt meestal vier tellen in iedere 4/4 maat, en speelt in bigbandarrangementen vrijwel altijd zonder rust, in tegenstelling tot de blazers. Om een goed swinggevoel te krijgen speelt de bassist meestal extreem legato waardoor de noten in elkaar overgaan en een constante pulserende sound ontstaat. In swingstukken wordt staccato basspel meestal vermeden.
  - Drums: de drummer is ook een belangrijk lid van de ritmesectie. Samen met de bas en gitaar vormt hij de kern van de ritmetijdmachine. In bigbandmuziek speelt de drummer gewoonlijk de basdrum heel lichtjes om zelf in de maat te blijven en om niet te interfereren met de bassist. De belangrijkste onderdelen zijn de snaardrum, hihat en ride cimbaal. Tijdens een drumsolo gebruikt de drummer het hele arsenaal van zijn drumstel.
- Trompetsectie: 1e t/m 4e trompet (soms wel vijf trompetten zelfs). De sectieleider (=lead trumpet) speelt de hoogste noten. Als de hele band hetzelfde ritme speelt, geeft de leadtrompet voor de hele bigband de frasering en articulatie aan. De tweede trompettist speelt veelal de sologedeeltes.
- Saxofoonsectie: 1 baritonsaxofoon, 2x tenorsaxofoon en 2x altsaxofoon. De eerste altsax is altijd de leider van deze sectie. De sectieleider geeft de frasering en het volume aan. Omdat saxofoon spelen minder inspannend is dan trompet en trombone, komt deze sectie vaak "aan bod" in de meeste bigbandarrangementen. Het is niet ongebruikelijk voor de saxofonisten om te "dubbelen" op andere houtblaasinstrumenten zoals fluit en (bas)klarinet.
- Trombonesectie: 1e t/m 4e trombone (1 bastrombone en drie tenortrombones). De trombones zijn wat lager van klank dan de trompetten.
- Hoornsectie: niet alle bigbands hebben hoorns, maar de modernere soms wel.

De trompet- en trombonesecties samen worden ook wel de brasssectie genoemd.
Soms is er ook een zanger of zangeres, die dan de melodiepartij zingt. Bij afwezigheid van zang wordt dit door de instrumenten uit het orkest gedaan.

## Muziekstijlen
Tegenwoordig heeft de benaming bigband meer met de bezetting te maken dan met de muziekstijl die men erin speelt. Bigbands van nu spelen niet alleen jazzmuziek (denk aan de Glenn Miller Big Band), maar ook populaire muziek, die speciaal voor hen gearrangeerd werd.

## Bigbandleiders
In de jaren 30 en 40 kenden bigbands veel succes. Ook tijdens en na de Tweede Wereldoorlog bleven velen van hen opwindende dansmuziek maken. Vaak ontleenden ze hun naam aan de orkestleider, omdat diens naam de meeste bekendheid genoot. De leider speelde zelf gewoonlijk piano, verzorgde vaak de arrangementen of schreef zelf nieuwe nummers.
Een aantal grote namen uit de bigbandwereld:
- Count Basie (CB-band)
- John Dankworth
- Jimmy Dorsey
- Duke Ellington
- Benny Goodman
- Glenn Miller